# المجلس الوطني للتوحد الشديد
المجلس الوطني للتوحّد الشديد هو منظمة أمريكية غير ربحية تُعنى بالدفاع عن حقوق الأطفال والبالغين المصابين بالتوحّد الذين يحتاجون إلى إشراف دائم ودعم مدى الحياة. تأسست هذه المنظمة في نيسان ٢٠١٨. وهي تتعامل بحذر عام مع حركة التنوع العصبي، التي تقول إنها تهمّش "أولئك الذين لديهم احتياجات أكثر شدة"، وقد تعرضت للانتقاد من قبل مدافعين ذاتيين من المصابين بالتوحّد.

## التركيز الخيري

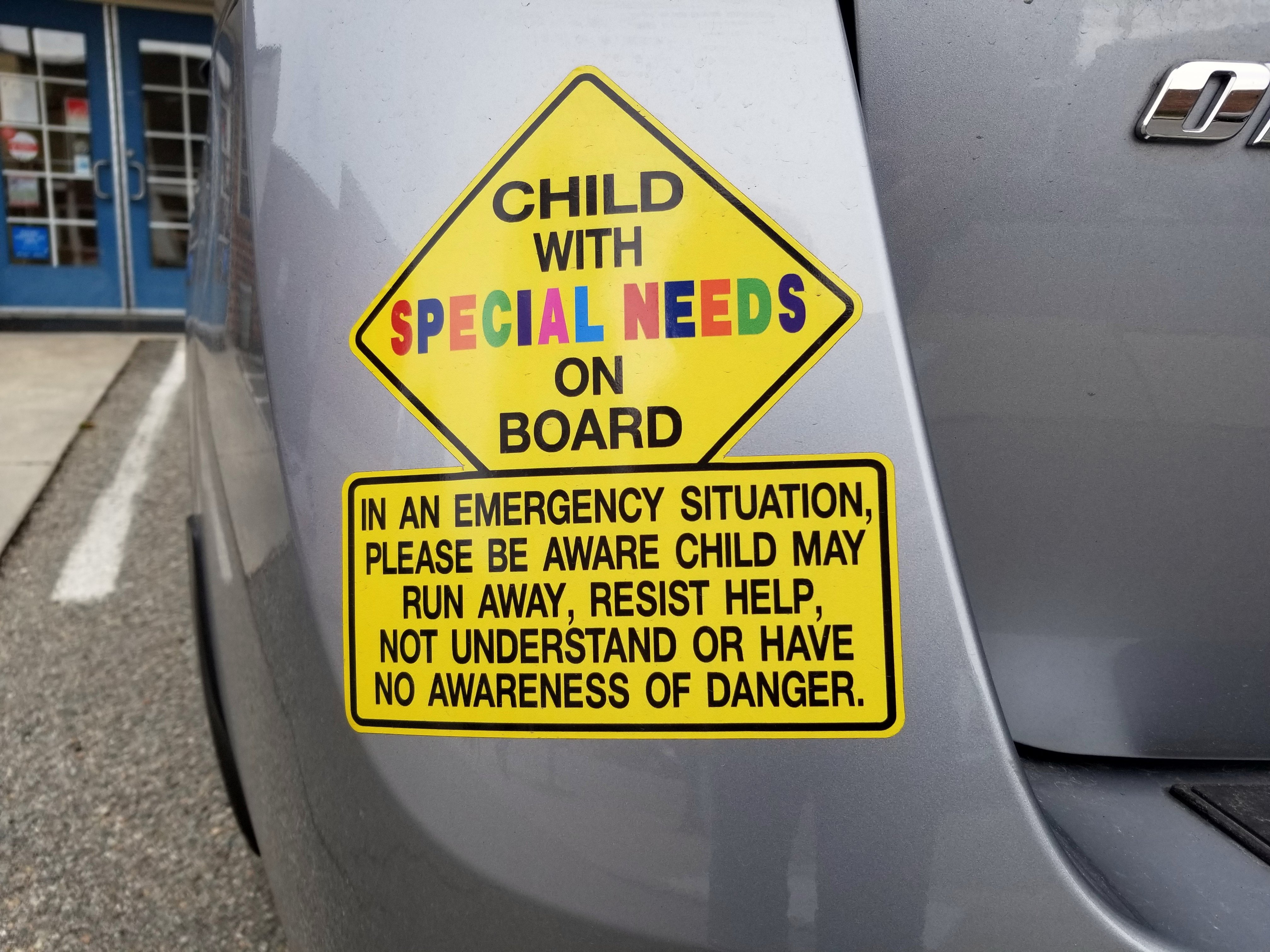
يحذر ملصق الصدام هذا رجال الإنقاذ من أنهم قد يواجهون طفلاً من ذوي الاحتياجات الخاصة.

تحذر هذه الملصقات الاستجابات الطارئة من احتمال وجود طفل من ذوي الاحتياجات الخاصة.
يركّز العمل الخيري للمجلس الوطني للتوحّد الشديد على النسبة الكبيرة من الأشخاص الذين، سواء بسبب التوحّد وحده أو بسبب التوحّد مع إعاقات أخرى، يحتاجون إلى إشراف مستمر ودعم كبير. كثيرًا ما يكون لديهم إعاقة ذهنية (٣٠٪)، ولا يتحدثون، وينخرطون في إيذاء الذات، أو يتسمون بالعدوانية. قد يحتاجون إلى رعاية كاملة مدى الحياة، وفي العقود السابقة، كان من الممكن تشجيع آبائهم على إيداعهم في مؤسسات منذ سن مبكرة. يركّز المجلس الوطني للتوحّد الشديد على الأشخاص الذين يعانون من إعاقة شديدة تجعلهم غير قادرين على الدفاع عن أنفسهم، رغم أنهم "يدعمون تمامًا" الدفاع الذاتي والاستقلالية لأولئك الذين يعانون من إعاقة أقل حدة. وقد أثار هذا انتقادات من بعض الآباء الذين يعتبرون وصف التوحّد الشديد مضرًا ويرون في مقالات المدوّنة الخاصة بالمجلس عن تجارب العائلات "قصص رعب".
لقد رَحّب بعض الآباء لأطفال مصابين بالتوحّد ويحتاجون إلى دعم عالٍ بإنشاء المجلس الوطني للتوحّد الشديد. ومع ذلك، فإن المنتقدين (بما في ذلك أعضاء في مجتمع المصابين بالتوحّد) زعموا أن المجلس يعارض حق الأشخاص المصابين بالتوحّد (وخاصة أولئك الذين يحتاجون إلى دعم عالٍ) في تقرير مصيرهم.

## وجهة نظر حول التوحّد
الوعي بالتوحّد في الإعلام والثقافة الشعبية يركّز غالبًا، بل ويُجمّل، الأشخاص الذين لديهم أشكال أخف من التوحّد، بينما يحصل الأشخاص الذين لديهم أشكال أشد أو إعاقات أكبر على اهتمام أقل. تم إنشاء المجلس الوطني للتوحّد الشديد من قبل عائلات لأشخاص يعانون من إعاقات أكبر واحتياجات أكثر أهمية، كمجموعة ضغط للفت الانتباه إلى الاحتياجات الكبيرة للأشخاص الذين يحتاجون إلى خدمات مستمرة وعلى مدار الساعة مدى الحياة.
يعارض المجلس محاولات إعادة تصنيف التوحّد الشديد على أنه مجرد اختلاف في الهوية، أو استبدال المصطلحات الطبية مثل اضطراب أو عجز أو خطر أو أعراض بمفردات تتحدث عن اختلافات أو سمات أو خصائص، حيث إن الأشخاص المصابين بالتوحّد الشديد، بخلاف معظم المصابين بالتوحّد، يعانون من إعاقة تحدّ من حياتهم. كما يعارض المجلس تقديم صورة رومانسية عن التوحّد، أي تقديمه بشكل مثالي وغير واقعي. ومع ذلك، فإنهم يدعمون أيضًا الأشخاص (الذين يمكنهم التواصل) في اختيار الطريقة التي يفضلون تعريف أنفسهم بها.
عبّر بعض المدافعين الذاتيين المصابين بالتوحّد عن قلقهم من أن أنشطة التوعية التي يقوم بها المجلس الوطني للتوحّد الشديد وأعضاؤه، مثل منشورات وسائل التواصل الاجتماعي التي تُظهر بالغًا يعاني من انهيار سلوكي توحّدي، أو آباء يشاركون علنًا تفاصيل عن طفل أكبر سنًا لا يزال غير مدرّب على استخدام المرحاض، يمكن أن تقوّض جهودهم في تقليل التمييز في مكان العمل والمدارس.

## مواقف محددة

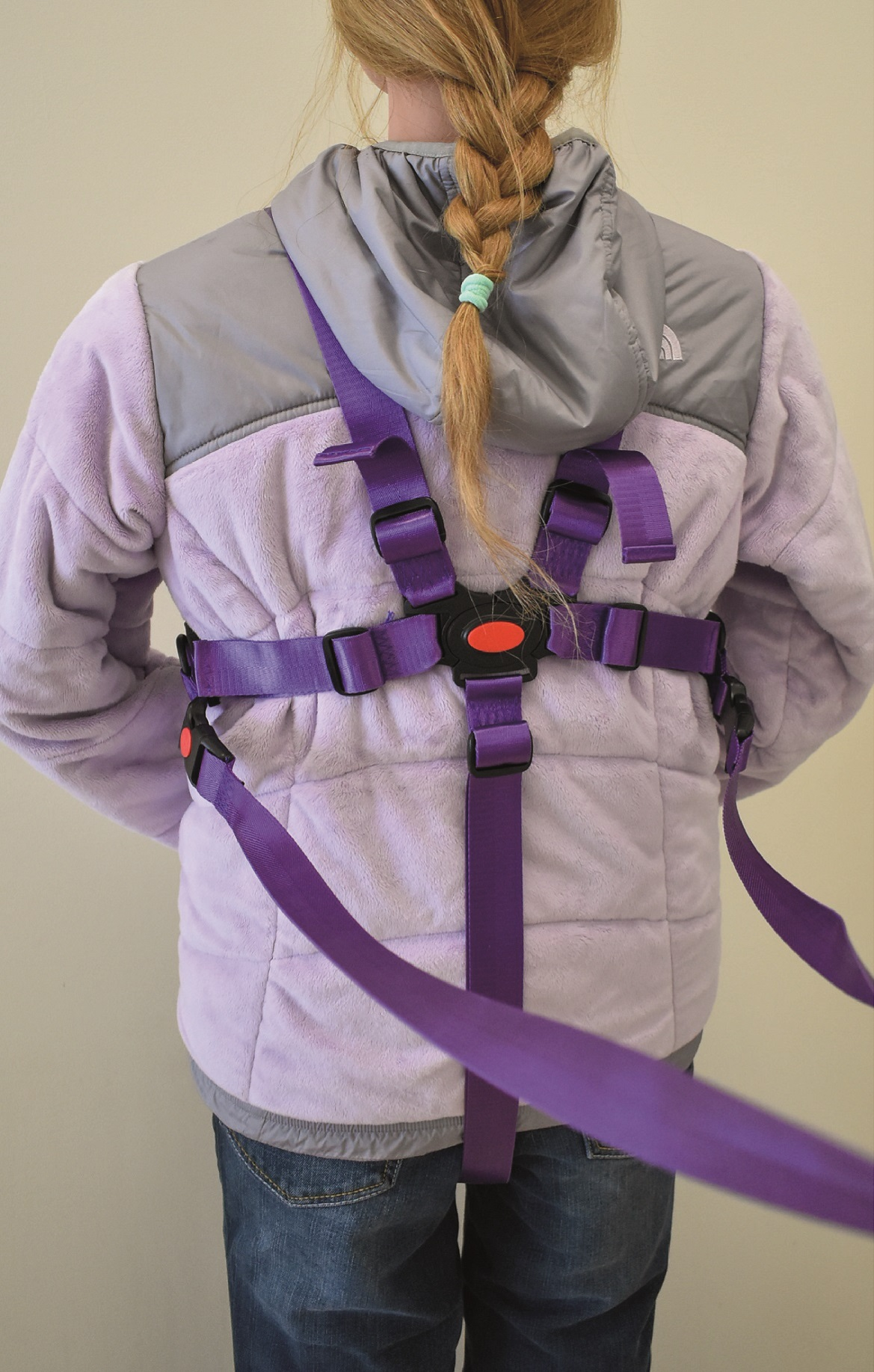
تدعم الهيئة الوطنية لخدمات ذوي الاحتياجات الخاصة استخدام القيود الجسدية للأطفال المصابين بالتوحد في ظروف معينة، مثل حزام الطفل هذا.

يدعم NCSA استخدام القيود ، في بعض الحالات، مثل الخوذة المبطنة لمنع إصابات الدماغ والعين لدى الأشخاص الذين يؤذون أنفسهم. 
إنهم يدعمون ورش العمل المحمية ، التي تدفع مبلغًا رمزيًا فقط من المال للعاملين، كخيار لبعض الأشخاص المصابين بالتوحد، قائلين إن كسب المال ليس الهدف الأساسي لمثل هذه الورش.  : 69–71 
ترفض الهيئة الوطنية للاتصالات السمعية والبصرية جميع أشكال التواصل الميسر ، بما في ذلك طريقة الحث السريع ، والتي تعد محاولات علمية غير موثوقة للتواصل مع الأشخاص غير اللفظيين من خلال وجود "ميسر" يساعدهم جسديًا في الإشارة إلى الصور أو الضغط على الأزرار. 

## الناس
كتبت إيمي لوتز، وهي أحد الأعضاء المؤسسين، عن تجاربها كأم لابن مصاب بالتوحد ويحتاج إلى دعم كبير.  : 99–100 لقد عارضت القيود التي فرضها برنامج Medicaid على تمويل المؤسسات القائمة على المنزل والمجتمع.  : 98–100 وقد انتقد المدافعون عن حقوق المصابين بالتوحد والاتحاد الأمريكي للحريات المدنية العديد من هذه المؤسسات بسبب عزل السكان عن المجتمع الأوسع والفشل في توفير عمل مدفوع الأجر بالكامل لهم.  : 97–100 يرى لوتز أن البيئة المؤسسية أو ما يشبهها ليست غير مناسبة للبالغين المصابين بالتوحد الذين "يحتاجون إلى المزيد من الدعم مما يمكن تقديمه بأمان وبشكل ثابت في بيئات متفرقة".  : 100 لقد أقنعتها تجربتها في نيوجيرسي، عندما هرب تايلر لوفتس من منزل جماعي وقضى ثلاثة أسابيع في السجن بينما كانت الولاية تكافح من أجل إيجاد مكان سكني آخر له، بقوة الآباء الذين يدافعون عن احتياجات وسلامة أطفالهم. 
كانت جيل إيشر ، أحد الأعضاء المؤسسين، رئيسة جمعية التوحد في منطقة خليج سان فرانسيسكو قبل تأسيس الرابطة الوطنية لأخصائيي التوحد.  وقد أعربت عن إحباطها من دعاة التنوع العصبي الذين "ينتقيون القصص الساذجة التي تبعث على الشعور بالسعادة" وبالتالي يقللون من حقيقة التوحد الشديد.  : 119 
أليسون سينجر ، مؤسسة مؤسسة علوم التوحد ، هي أيضًا عضو مؤسس في مجلس الإدارة.   ومن بين الأعضاء المؤسسين الآخرين في مجلس الإدارة جوديث أورسيتي من Autism Speaks ، وفيدا الماليتي ، وليزا بارليس، وفرانك كامبانيا، وغلوريا ساتريال، وماثيو سيجل. 

## قراءة إضافية
- Lutz، Amy S. F. (2024). Chasing the Intact Mind: How the Severely Autistic and Intellectually Disabled were Excluded from the Debates that Affect Them Most. New York: دار نشر جامعة أكسفورد. ISBN:978-0-19-768384-2. Book by NCSA founding board member.
- Lutz, Amy S. F. (2020). We Walk: Life with Severe Autism (بالإنجليزية). دار نشر جامعة كورنيل  [لغات أخرى]‏. ISBN:978-1-5017-5140-0.{{استشهاد بكتاب}}:  صيانة الاستشهاد: علامات ترقيم زائدة (link) Book by NCSA founding board member about her family's experience.